# Mouma Bob
Mouma Bob (* 1963 in Ingall; † 11. Juni 2016 in Ouagadougou; eigentlich Mohamed Ahar) war ein nigrischer Gitarrist und Singer-Songwriter. Er war ein bedeutender Vertreter des Tuareg Blues, der Elemente des Blues und Rock mit der traditionellen afrikanischen Musik der Tuareg vereinte.

## Karriere
Mouma Bobs Laufbahn als Musiker begann Anfang der 1990er Jahre. Sein an die Bob-Frisur erinnernder Haarschnitt trug ihm seinen Künstlernamen ein. Er schloss sich der Band Takrist n’Akal von Abdallah ag Oumbadougou an, der ihm das Gitarrespielen beibrachte. Sein Instrument war die viersaitige Gitarre. Seinen ersten Song, Imidiwane Ahitayime („Meine Freunde lassen mich mit meiner Freiheit tun, was ich will“), komponierte er 1992. Bis 1993 schrieb er zehn weitere Stücke. Mit Abdallah ag Oumbadougou gab Mouma Bob Konzerte in Libyen und Algerien, deren Zweck die Finanzierung terroristischer Anschläge im Rahmen der Tuareg-Rebellion von 1990 bis 1995 war.
Nach der Generalamnestie von 1995 für die Tuareg-Rebellen widmete er sich seiner Solokarriere. Mouma Bob entwickelte seine eigene Interpretation des Tuareg Blues, in der Reggae-Einflüsse kenntlich sind. Nach den kämpferischen Songs seiner Anfangsjahre handelten diese nun zunehmend vom friedlichen Engagement für politische Anliegen. Mit seiner Begleitband Imawalanes, bestehend aus 13 Musikern und Tänzern der Ethnien der Tuareg und Fulbe, machte er sich zunächst landesweit in Niger einen Namen. Tourneen führten in die Niederlande (2000), die Schweiz (2003) und nach Deutschland (2004). Mehrmals trat er am Festival au Désert in Mali auf. Sein erstes Soloalbum Tina erschien 2003. Darin arbeitete er mit Synthesizer und Drum Machine. Sein zweites Soloalbum Tandja est grave ma guitare est désaccordée (etwa „Meine Gitarre und Tandja haben ernsthafte Verstimmungen“) war Mouma Bobs Beitrag zur Bürgerbewegung gegen Nigers Staatspräsidenten Mamadou Tandja. Es kam am 4. August 2009 heraus, dem Tag des Verfassungsreferendums von 2009, mit dem sich Tandja eine umstrittene dritte Amtszeit als Staatspräsident sichern wollte.

## Privates
Mouma Bob stammte aus einer Familie von Tuareg-Nomaden aus dem Aïr. Er erlebte die Hungersnot der 1970er und 1980er Jahre. 2007 ließ er sich in Ouagadougou, der Hauptstadt Burkina Fasos, nieder. Nachdem er bereits einige Zeit mit gesundheitlichen Problemen zu kämpfen hatte, starb er dort 2016.

## Diskografie

### Alben
- 2003: Tina
- 2009: Tandja est grave ma guitare est désaccordée

## Auszeichnungen
Für sein Album Tina erhielt Mouma Bob 2005 den Top-Tal-TV-Preis der nigrischen Rundfunkanstalt ORTN. 2006 nahm er mit seiner Band Imawalanes an der Ausscheidung zum Prix Dan Gourmou teil.